# Peach State 200 1968
Peach State 200 1968 var ett stockcarlopp ingående i Nascar Grand National Series (nuvarande Nascar Cup Series) som kördes 3 november 1968 på den 0,5 mile (805m) långa ovalbanan Jefco Speedway i Jefferson i Georgia. Totalt avverkades 100 miles (160.934 km) fördelat på 200 varv. Banunderlaget var asfalt. Loppet vanns av Cale Yarborough i en Mercury på tiden 1:17.11 körande för Wood Brothers Racing. Yarboroughs snitthastighet uppgick till 77,737 mph. Prispotten uppgick till 4 940 dollar, varav 1 000 dollar gick till segraren.

## Resultat
| Plc     | Nr | Förare           | Team/ bilägare           | Konstruktör | Start | Varv | Ledda varv |
| ------- | -- | ---------------- | ------------------------ | ----------- | ----- | ---- | ---------- |
| 1       | 21 | Cale Yarborough  | Wood Brothers Racing     | Mercury     | 3     | 200  | 51         |
| 2       | 43 | Richard Petty    | Petty Enterprises        | Plymouth    | 7     | 200  | 0          |
| 3       | 17 | David Pearson    | Holman Moody             | Ford        | 1     | 199  | 0          |
| 4       | 48 | James Hylton     | Hylton Engineering       | Dodge       | 6     | 199  | 5          |
| 5       | 56 | LeeRoy Yarbrough | Lyle Stelter             | Mercury     | 10    | 197  | 0          |
| 6       | 4  | John Sears       | DeWitt Racing            | Ford        | 8     | 197  | 0          |
| 7       | 39 | Friday Hassler   | Red Sharp                | Chevrolet   | 9     | 197  | 0          |
| 8       | 64 | Elmo Langley     | Langley-Woodfield Racing | Ford        | 11    | 192  | 0          |
| 9       | 71 | Bobby Isaac      | K&K Insurance Racing     | Dodge       | 2     | 191  | 144        |
| 10      | 06 | Neil Castles     | Neil Castles             | Plymouth    | 12    | 190  | 0          |
| 11      | 20 | Clyde Lynn       | Negre Racing             | Ford        | 19    | 186  | 0          |
| 12      | 25 | Jabe Thomas      | Robertson Racing         | Ford        | 13    | 186  | 0          |
| 13      | 70 | J.D. McDuffie    | McDuffie Racing          | Buick       | 22    | 184  | 0          |
| 14      | 34 | Wendell Scott    | Scott Racing             | Ford        | 15    | 183  | 0          |
| 15      | 96 | Don Tomberlin    | Roy Buckner              | Ford        | 14    | 181  | 0          |
| 16      | 19 | Henley Gray      | Gray Racing              | Ford        | 23    | 181  | 0          |
| 17      | 80 | E.J. Trivette    | E.C. Reid                | Chevrolet   | 21    | 179  | 0          |
| 18      | 47 | Bill Seifert     | Seifert Racing           | Ford        | 24    | 178  | 0          |
| 19      | 45 | Cecil Gordon     | Seifert Racing           | Ford        | 20    | 178  | 0          |
| 20      | 8  | Ed Negre         | Negre Racing             | Ford        | 17    | 177  | 0          |
| 21      | 57 | Ervin Pruitt     | Ervin Pruitt             | Dodge       | 27    | 172  | 0          |
| 22      | 09 | Stan Meserve     | Roy Tyner                | Chevrolet   | 26    | 168  | 0          |
| 23      | 01 | Paul Dean Holt   | Dennis Holt              | Ford        | 25    | 142  | 0          |
| 24      | 52 | Dexter Gainey    | Elmer Buxton             | Ford        | 18    | 101  | 0          |
| 25      | 5  | Earl Brooks      | Robertsons Racing        | Ford        | 16    | 74   | 0          |
| 26      | 9  | Roy Tyner        | Roy Tyner                | Pontiac     | 29    | 71   | 0          |
| 27      | 14 | Bobby Allison    | Tom Friedkin             | Plymouth    | 5     | 64   | 0          |
| 28      | 84 | G.C. Spencer     | Roy Trantham             | Ford        | 4     | 28   | 0          |
| 29      | 31 | Bill Ervin       | Newman Long              | Ford        | 28    | 4    | 0          |
| Källor: |    |                  |                          |             |       |      |            |